# Handball Club Nara Naro-Fominsk
Maillots
Le Nara Naro-Fominsk est un club de handball, situé à Naro-Fominsk en Russie, évoluant en Super League.

## Historique
- ?:Fondation du Naara Naro-Fominsk
- 2012: Le club accède à la Super League.
- 2013: Le club est douzième Super League.
- 2014: Le club est douzième Super League, il est relégué.